# It's Never Too Late for Now
"It's Never Too Late for Now" é o 15.º episódio da quinta temporada da série de televisão de comédia de situação norte-americana 30 Rock, e o 95.° da série em geral. Foi realizado por John Riggi, produtor executivo do seriado, e teve o seu enredo escrito por Vali Chandrasekaran, que é também responsável pela produção. A argumentista recebeu uma nomeação a um Prémios Imagem da Associação Nacional para o Progresso de Pessoas de Cor (NAACP) pelo seu trabalho no episódio, cuja transmissão original nos Estados Unidos ocorreu através da rede de televisão National Broadcasting Company (NBC) na noite de 15 de Fevereiro de 2011. Dentre os artistas convidados, estão inclusos Eion Bailey, Adriane Lenox, Sue Galloway, Joanna P. Adler, e Ed Moran. O ator Tracy Morgan, intérprete de Tracy Jordan em 30 Rock, não participou do episódio pois se estava a recuperar de uma cirurgia de transplante renal.
No episódio, Liz Lemon (interpretada por Tina Fey) enfrenta a sua separação de Carol e abraça a nova vida de solteira adotando um gato e usando uma pochete na cintura. Jenna Maroney (Jane Krakowski), determinada a ajudar a sua amiga, leva Liz a uma discoteca hipster, onde ela conhece Anders (Bailey) e desfruta de uma breve mas excitante conexão com ele. Entretanto, Jack Donaghy (Alec Baldwin) enfrenta desafios nas negociações com a sua enfermeira noturna, Sherry (Lenox), que tem uma influência emocional sobre ele devido ao facto de cuidar da sua filha, Liddy, forçando-o a fazer concessões inesperadas. Ao mesmo tempo, Pete Hornberger (Scott Adsit) e Frank Rossitano (Judah Friedlander) reacendem os seus sonhos de estrelas de rock formando uma banda chamada Sound Mound.
Em geral, "It's Never Too Late for Now" foi recebido com opiniões positivas pelos críticos especialistas em televisão do horário nobre, que adoraram a forma como o episódio equilibrou os seus elementos de caricatura com comentários inteligentes e conscientes sobre a vida de solteiro e a resiliência. O episódio foi amplamente elogiado pelo seu humor absurdo, como também pela inteligência e ressonância emocional inesperada. De acordo com o sistema de mediação de audiências Nielsen Ratings, foi assistido por uma média de 4 milhões e 70 mil de agregados familiares durante a sua transmissão original norte-americana, e foi-lhe atribuída a classificação de 2,0 e seis de share entre os telespectadores pertencentes ao perfil demográfico dos dezoito aos 49 anos de idade.

## Referências culturais

Uma cena do episódio faz homenagem a Assassinato no Expresso do Oriente, uma obra de Agatha Christie.

### Análises da crítica

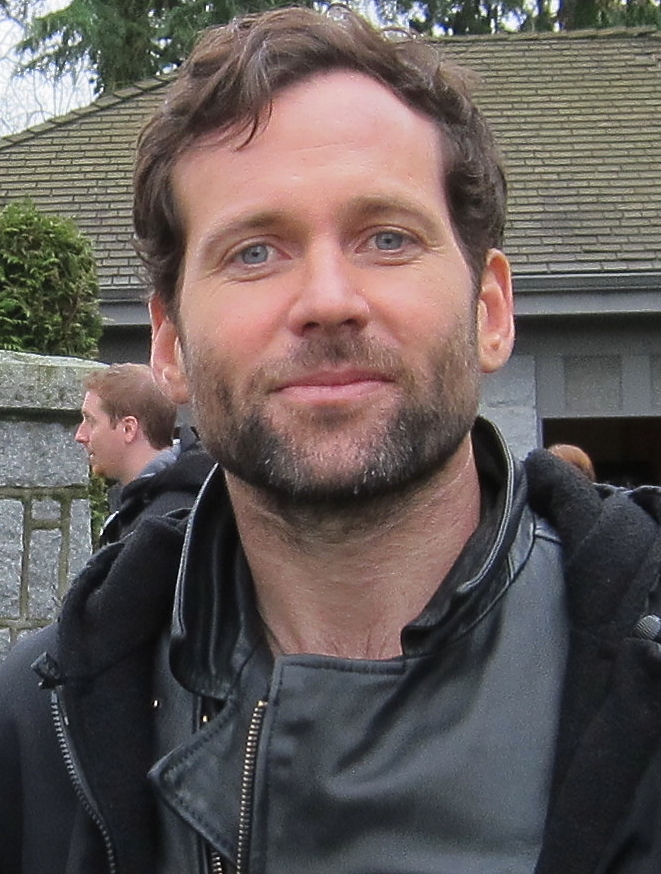
A participação Eion Bailey foi elogiada pela crítica.

## Produção e desenvolvimento

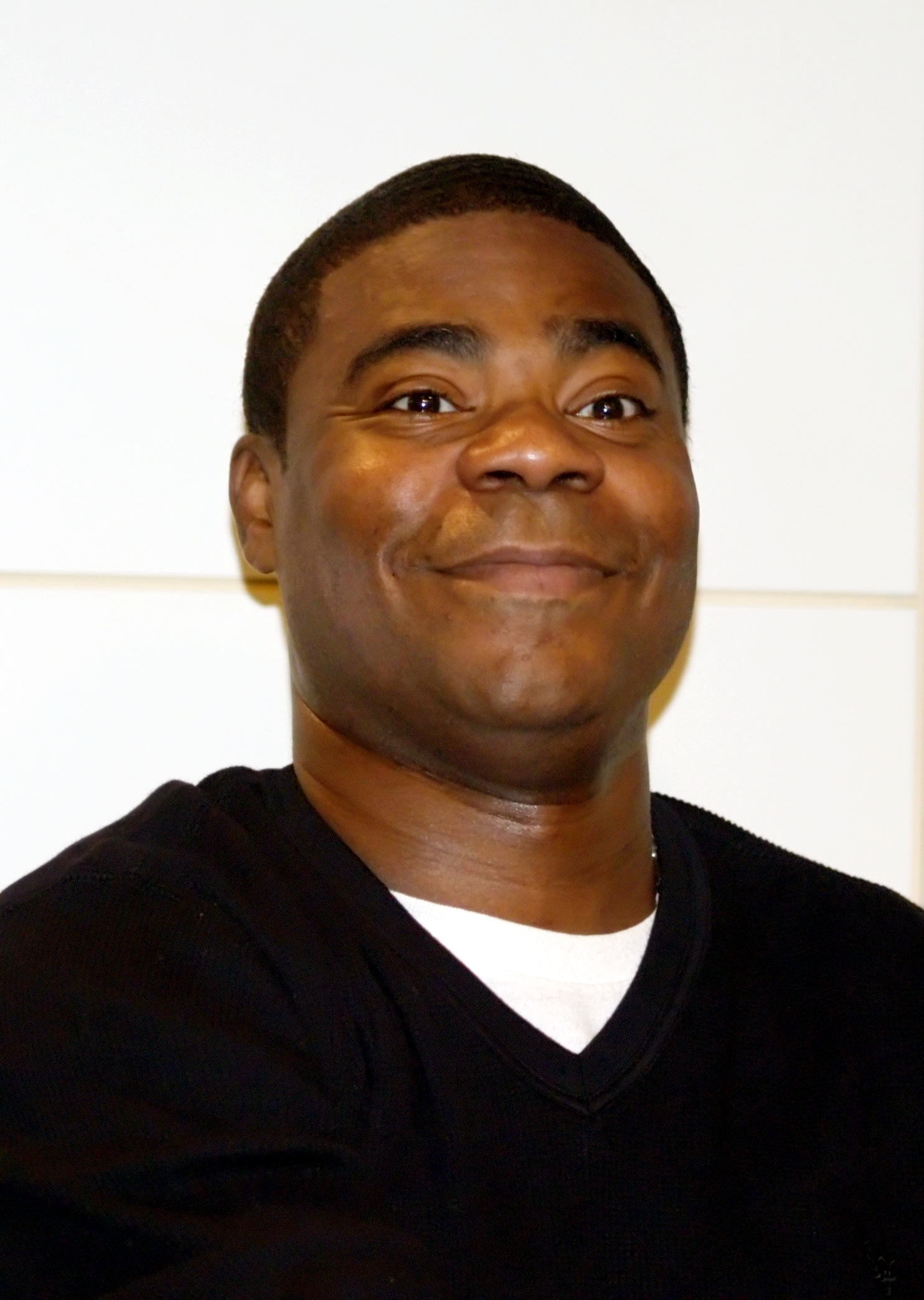
Tracy Morgan esteve ausente do episódio pois estava em recuperação após um transplante de rim.

"It's Never Too Late for Now" é o 15.º episódio da quinta temporada de 30 Rock. Foi realizado por John Riggi e teve o seu enredo redigido por Vali Chandrasekaran. Para Riggi, que assumia ainda o título de produtor executivo na temporada, esta foi a sua sétima vez a trabalhar como realizador para o seriado, enquanto para Chandrasekaran, que assumia também o título de produtora no seriado, foi a sua terceira. Apesar de ter sido creditado como realizador, Riggi já redigido argumentos para episódios de 30 Rock.
Eion Bailey fez uma participação em "It's Never Too Late for Now" a desempenhar Anders, um interesse amoroso de Liz que se revela ser um prostituto suíço recomendado a Jack por Martha Stewart. Embora o seu nome tenha aparecido na sequência de abertura do episódio, Tracy Morgan não participou de "It's Never Too Late for Now". Ele se ausentou de dois episódios da quinta temporada do seriado devido a uma cirurgia de transplante de rim ao qual foi submetido em Dezembro de 2010. A sua personagem, Tracy Jordan, foi temporariamente retirada para permitir a sua recuperação, com uma história que envolvia a partida de Tracy para África para evitar cumprir os seus deveres como vencedor de um EGOT. Ele apenas retornaria em "Queen of Jordan".
Uma das tramas do episódio revolve em torno da personagem Pete Hornberger, cujo passado envolve ter integrado a banda Loverboy nos anos 80. O título do episódio é o mesmo que uma das supostas canções da banda, e foi originado por Ron Weiner, co-produtor executivo de 30 Rock. A personagem Frank Rossitano juntou-se a Pete para cantarem a canção mas, embora os vocais de Scott Adsit, respetivo intérprete de Pete, tenham sido usados para a canção, para gravar os vocais de Frank, a equipa do seriado contratou um cantor da Broadway. Para gravar o vídeo musical de "It's Never Too Late for Now", Adsit teve de usar Spanx, e foi um processo moroso para si pois os figurinistas tiveram de fazer diversos ajustes. O tema "Working for the Weekend" (1981), de autoria da banda Loverboy, a qual a personagem Pete aparentemente integrou como um baterista nos anos 80]], foi reproduzida neste episódio.
Judah Friedlander, intérprete do argumentista Frank Rossitano em 30 Rock, é conhecido pela sua coleção de chapéus de camionista adornados com vários slogans, frases e palavras. Esta caraterística não é apenas um adereço aleatório, mas sim uma parte integrante da personalidade de Frank e do humor da série. Segundo Friedlander, ele desenha e cria estes chapéus pessoalmente, tendo originado chapéus suficientes para usar um diferente em cada cena de 30 Rock, o que se traduz em cerca de três chapéus por episódio. O conteúdo dos chapéus de Frank reflete frequentemente a sua personalidade sarcástica, interesses peculiares ou referências à cultura popular. Alguns exemplos notáveis incluem erros ortográficos, frases nostálgicas e afirmações bizarras que dão uma ideia do carácter de Frank antes mesmo de ele falar. Ocasionalmente, os chapéus são incorporados no enredo, acrescentando uma camada extra de comédia. A personalidade de Friedlander na vida real também envolve o uso de chapéus semelhantes durante as suas atuações de comédia stand-up. Muitas vezes, ostenta nesses chapéus títulos ou capacidades ultrajantes, como "Campeão do Mundo" em diversas línguas, o que contrasta humoristicamente com o seu comportamento descontraído. Em "It's Never Too Late for Now", Frank usa bonés que leem "Regional Dishonor Society" E "Snake Biter."

## Enredo
Liz Lemon (Tina Fey) recupera-se da sua recente separação com Carol e aceita com relutância o seu novo estilo de vida de solteira. Com um capuz enorme, calças de fato de treino e uma pochete, Liz adota um gato ao qual chama Emily Dickinson enquanto contempla uma vida de solidão, e junta-se ao clube de leitura do centro de idosos, que está a ler Assassinato no Expresso do Oriente. No entanto, a sua colega de trabalho Jenna Maroney (Jane Krakowski) está determinada a tirá-la deste estado de espírito, levando-a a uma discoteca destinada ao público hipster chamado Canal Yards Project. Apesar da sua hesitação inicial, Liz conhece Anders (Eion Bailey), um entusiasta encantador de Star Wars, e rapidamente se dão bem, levando a um beijo apaixonado no exterior do bar. No entanto, enquanto Liz desfruta do seu breve caso, começa a desvendar uma conspiração orquestrada pelos seus colegas para a ajudar a seguir em frente. Na manhã seguinte, embora regresse ao TGS feliz, ela deduz que houve mais na noite do que parecia à primeira vista. É revelado que toda a noite foi orquestrada pelos seus amigos, que na verdade o Canal Yards Project é um anagrama de "Tracy Jordan's Place", e que Anders era um prostituto suíça recomendada por Martha Stewart. Apesar disso, Liz opta por aceitar uma explicação mais simples para a noite e rejeita a vida de solteira, acreditando que voltará a encontrar o amor. Então, ela liberta Emily Dickinson, mas o gato é levado por um falcão.
Entretanto, Jack Donaghy (Alec Baldwin) debate-se com os desafios de negociar o salário da sua ama, Sherry (Adriane Lenox), enquanto se prepara para uma reunião importante com a Kabletown. Inicialmente confiante nas suas capacidades de negociação, Jack vê-se em desvantagem quando se apercebe que Sherry tem uma influência emocional sobre ele devido ao facto de cuidar da sua filha recém-nascida, Liddy. Apesar das suas tentativas de afirmar a sua autoridade, Jack é forçado a fazer concessões, incluindo mandar os membros da família dela para a universidade. Em última análise, Jack aprende lições valiosas sobre negociação e inteligência emocional, que espera aplicar nas suas próximas transações empresariais, o que consegue com grande sucesso na sua reunião de negócios com a Kabletown.
Em simultâneo, Pete Hornberger (Scott Adsit) e Frank Rossitano (Judah Friedlander) reacendem as suas aspirações de estrelas de rock formando uma banda chamada Sound Mound, inspirada na breve passagem de Pete pela banda Loverboy nos anos 80. À medida que mergulham no mundo do rock dos anos 80, o duo navega pelas armadilhas típicas da rivalidade entre bandas, incluindo créditos de canções e diferenças criativas. A sua viagem fica repleta de momentos batalhadores enquanto criam êxitos como "It's Never Too Late for Now", que serve como um grito de guerra para perseguir sonhos.